# ایستگاه کلبه سویسی
ایستگاه کلبه سویسی (به انگلیسی: Swiss Cottage)، ایستگاهی از خط جوبیلی در خطوط متروی لندن است که در منطقه ای به همین نام قرار دارد.

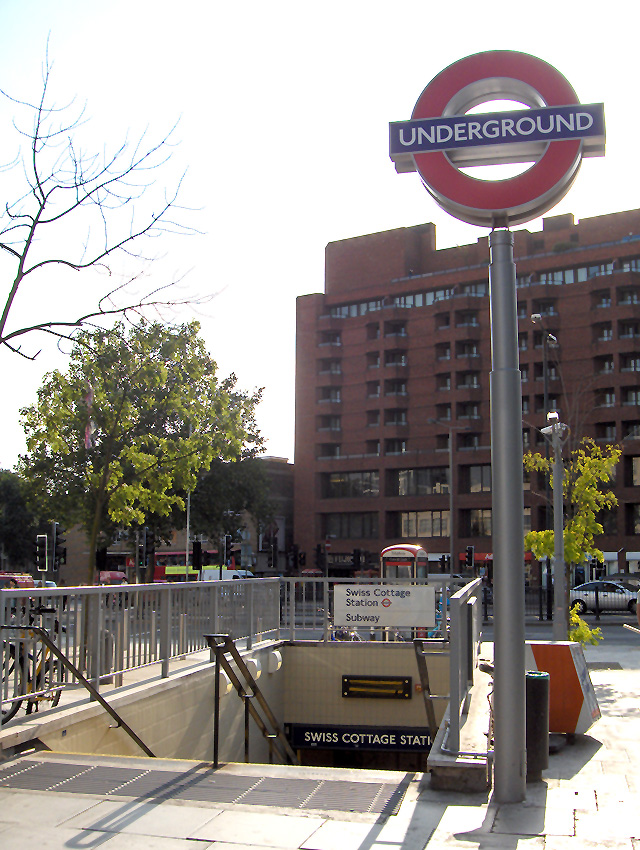

## گالری تصاویر

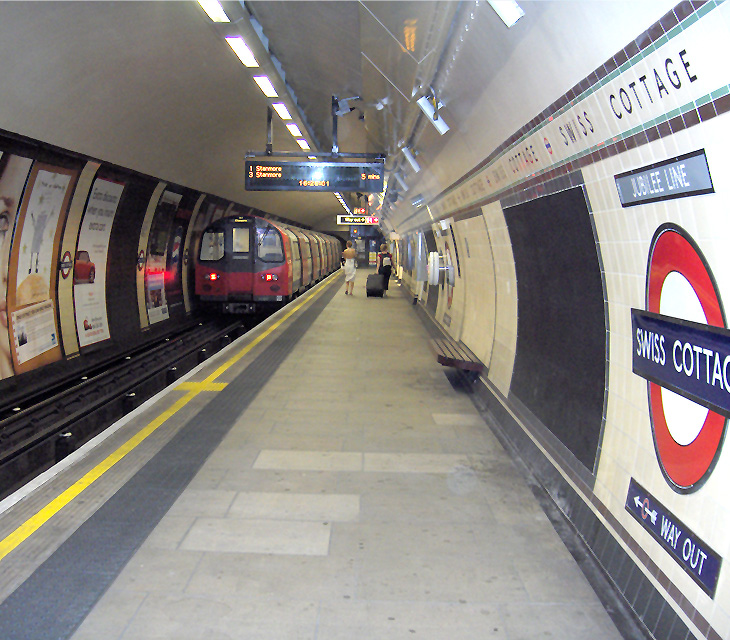
Northbound platform (September 2006)
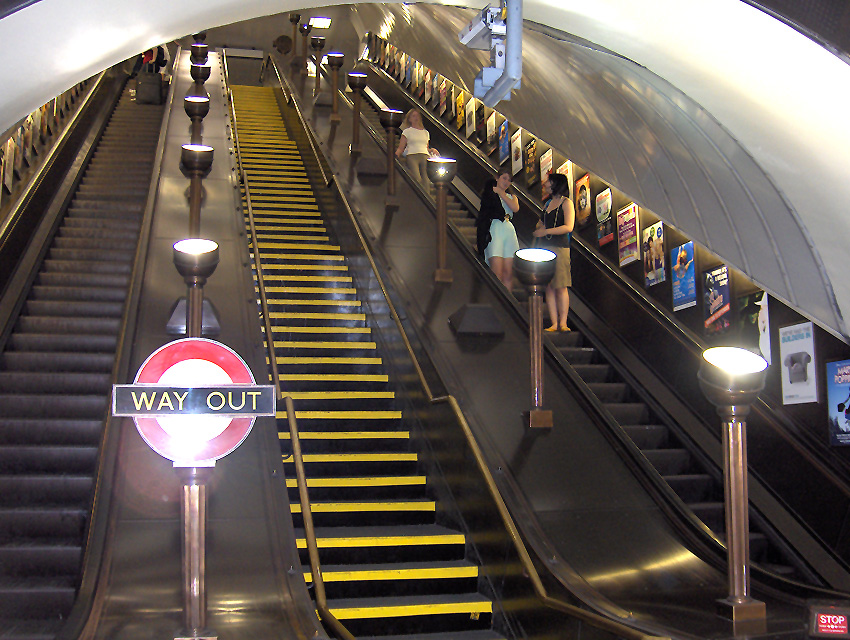
Station escalators (September 2006)
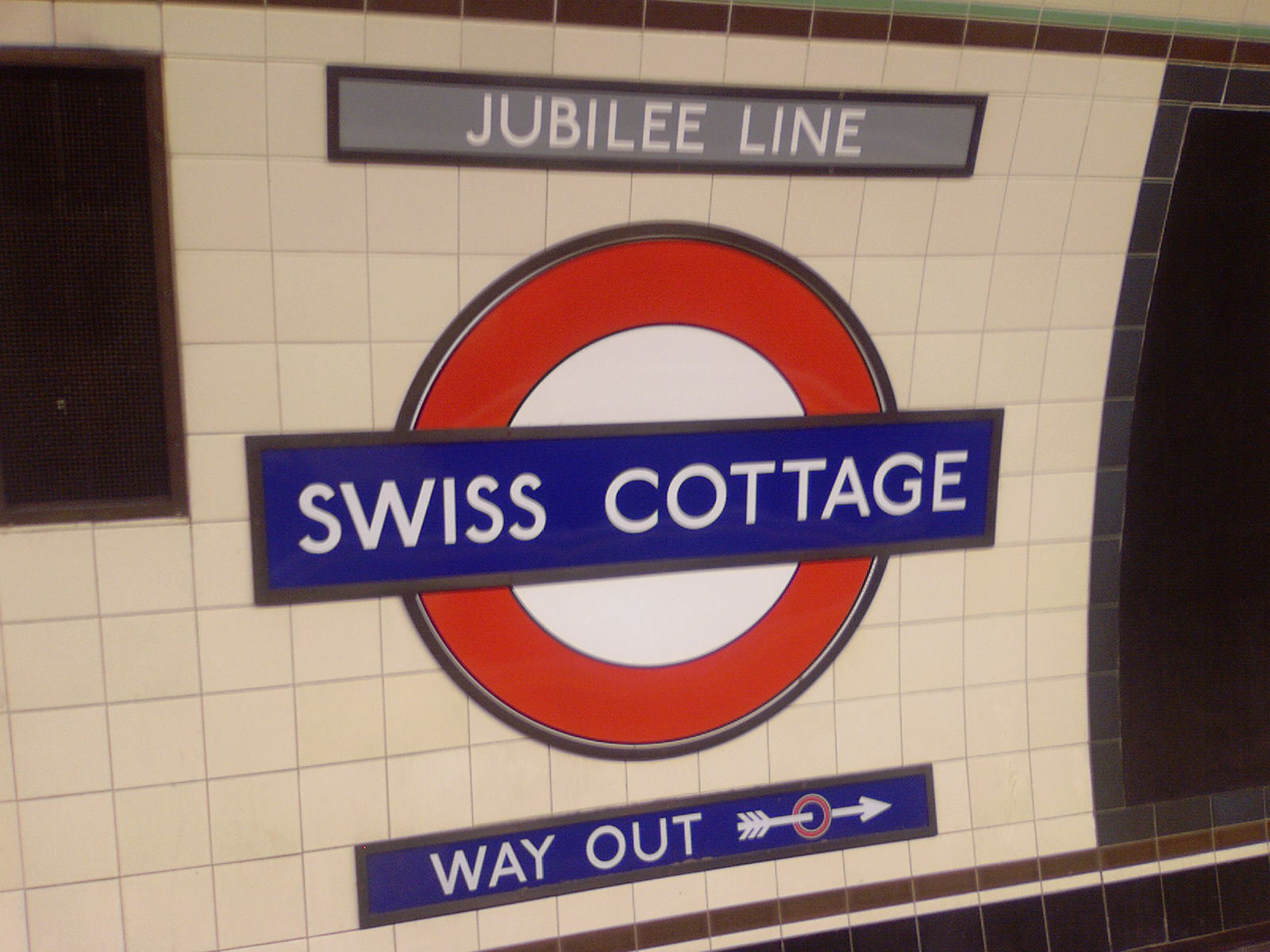
Station tube sign (March 2007)